# Ljusträsktjärnen, Norrbotten
Ljusträsktjärnen är en sjö i Piteå kommun i Norrbotten och ingår i Jävreåns huvudavrinningsområde.